# Attilio Pavesi
Attilio Pavesi (n. 1 octombrie 1910, Caorso, Emilia-Romagna, Italia – d. 2 august 2011, Buenos Aires, Argentina) a fost un ciclist italian, medaliat olimpic. A participat la o ediție a Jocurilor Olimpice (1932) în care a câștigat două medalii de aur.